# Luonnotar (Sibelius)
Luonnotar, op. 70, és un poema simfònic d'un sol moviment per a soprano i orquestra escrit el 1913 pel compositor finlandès Jean Sibelius. La peça es basa en Runo I (línies 111–242, adaptació lliure) de la Kalevala, l'èpica nacional de Finlàndia, que narra la llegenda de com la deessa Luonnotar (l'esperit femení de la natura) va crear la Terra. Luonnotar va ser estrenada el 10 de setembre de 1913 al Three Choirs Festival de Gloucester, Anglaterra, amb Herbert Brewer dirigint l'orquestra del festival; el solista va ser la diva de l'òpera finlandesa (i col·laboradora freqüent de Sibelius) Aino Ackté, la dedicada del poema simfònic. Uns mesos després el 12 de gener de 1914, Ackté va donar a Luonnotar la seva estrena finlandesa, amb Georg Schnéevoigt dirigint l'⁣Orquestra Filharmònica de Hèlsinki.

## Història
</link>

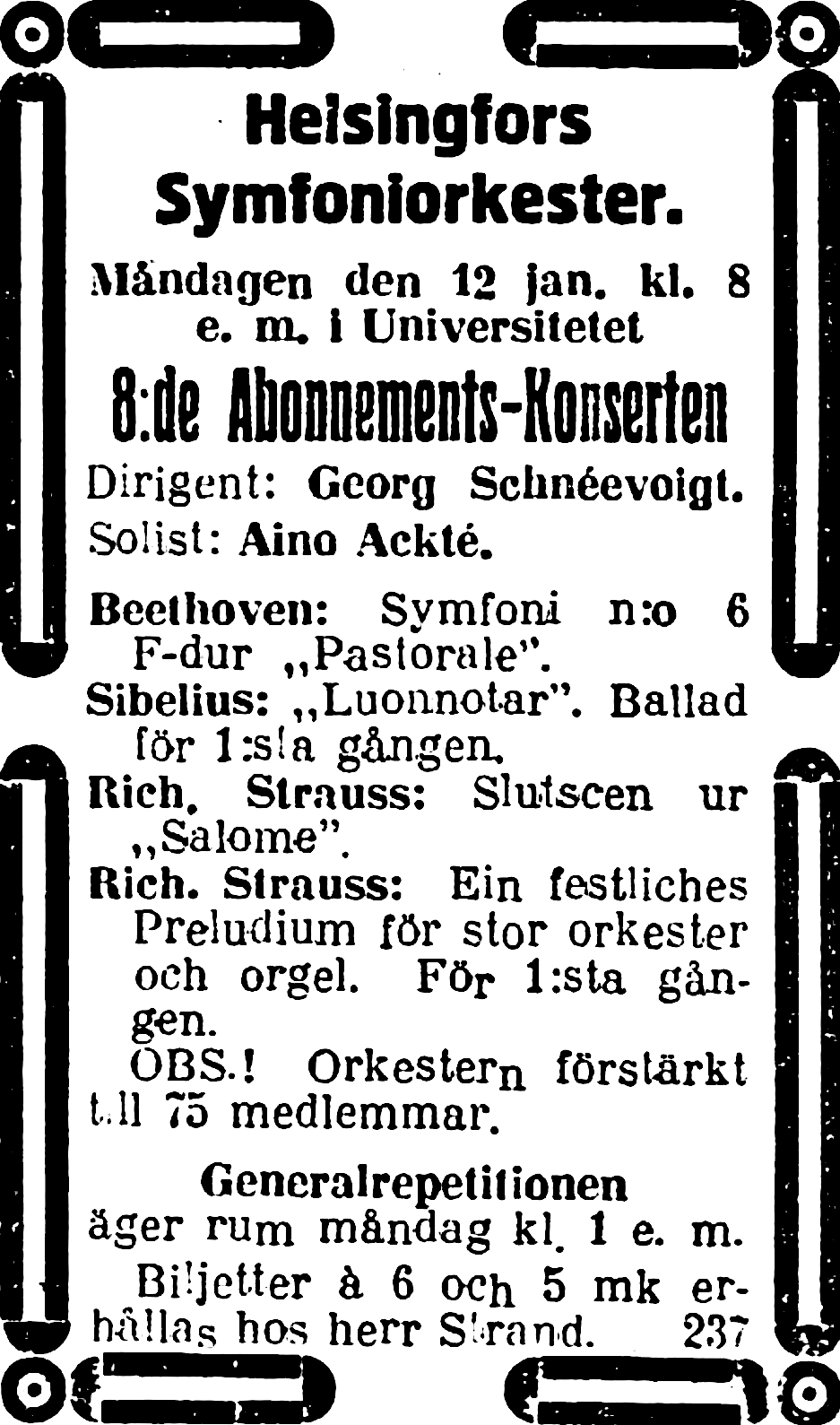
Un anunci de l'11 de gener de 1914 (en suec) de Nya Pressen que promocionava l'estrena finlandesa del Luonnotar de Sibelius

Luonnotar no té cap relació temàtica amb un projecte anterior de Sibelius amb el mateix nom de 1903 a 1905; aquest "Luonnotar" (del qual es conserva un fragment) va sorgir de l'oratori abandonat Marjatta (sense número de catàleg) i, cap al 1906, va evolucionar cap al poema simfònic orquestral La filla de Pohjola (Pohjolan tytär, op. 49). El 1913, Sibelius va adaptar Luonnotar per a soprano i piano.

## Instrumentació
La partitura de Luonnotar està escrita per als següents instruments i veus, organitzats per famílies (cantants, vents fusta, metalls, percussió i cordes):
- Soprano
- 2 flautes (cadascun doblant amb flautí),[a] 2 oboès, 2 clarinets (en la), 1 clarinet baix (en si ♭), i 2 fagots
- 4 trompes (en fa), 2 trompetes (en si ♭), i 3 trombons
- Timbales (2 músics)
- violins (I i II), violes, violoncels, contrabaix i 2 arpes

## Discografia
El director hongarès-nord-americà Antal Doráti i l'⁣Orquestra Simfònica de Londres van fer l'estrena mundial de l'enregistrament d'estudi de Luonnotar el febrer de 1969 per His Master's Voice (HMV); la solista va ser la soprano gal·lesa Dame Gwyneth Jones. Tanmateix, les gravacions de dues actuacions anteriors en directe de l'⁣Orquestra Filharmònica de Hèlsinki també estan disponibles comercialment: primer, dirigida pel director finlandès Georg Schnéevoigt el 1934, amb la soprano finlandesa Helmi Liukkonen com a solista; i el segon, dirigit pel director finlandès Tauno Hannikainen l'any 1955, amb la soprano austro-britànica Dame Elisabeth Schwarzkopf com a solista. La taula següent enumera aquests i altres enregistraments:
| No. | Director             | Orquestra                              | Solista                    | Rec.   | Time | Recording venue               | Label                   | Ref.  |
| --- | -------------------- | -------------------------------------- | -------------------------- | ------ | ---- | ----------------------------- | ----------------------- | ----- |
| 1   | Georg Schnéevoigt    | Helsinki Philharmonic Orchestra (1)    | Helmi Liukkonen            | 1934 L | 8:48 | Queen's Hall                  | Warner Classics         | [ c ] |
| 2   | Tauno Hannikainen    | Helsinki Philharmonic Orchestra (2)    | Dame Elisabeth Schwarzkopf | 1955 L | 8:58 | ?                             | Gala                    | [ d ] |
| 3   | Antal Doráti         | London Symphony Orchestra              | Dame Gwyneth Jones         | 1969   | 9:26 | Wembley Town Hall             | EMI Classics            | [ e ] |
| 4   | Leonard Bernstein    | New York Philharmonic                  | Phyllis Curtin             | 1969   | 8:11 | Philharmonic Hall             | Sony Classical          | [ f ] |
| 5   | Paavo Berglund       | Bournemouth Symphony Orchestra         | Taru Valjakka              | 1975   | 9:53 | Southampton Guildhall         | EMI Classics            | [ g ] |
| 6   | Sir Alexander Gibson | Royal Scottish National Orchestra      | Phyllis Bryn-Julson        | 1977   | 9:13 | Glasgow City Halls            | Chandos                 | [ h ] |
| 7   | Vladimir Ashkenazy   | Philharmonia Orchestra                 | Elisabeth Söderström       | 1980   | 9:19 | Kingsway Hall                 | Decca                   | [ i ] |
| 8   | Jorma Panula         | Gothenburg Symphony Orchestra (1)      | sv (MariAnne Häggander)    | 1984   | 9:00 | Gothenburg Concert Hall       | BIS                     | [ j ] |
| 9   | sv (Gunnar Staern)   | Swedish Radio Symphony Orchestra       | sv (Siv Wennberg)          | ? L    | 8:20 | ?                             | Sterling                | [ k ] |
| 10  | Vassily Sinaisky     | Moscow Philharmonic Orchestra          | Mare Jogeva                | 1991   | 8:19 | Mosfilm Studios               | Brilliant Classics      | [ l ] |
| 11  | Neeme Järvi          | Gothenburg Symphony Orchestra (2)      | Soile Isokoski (1)         | 1992   | 8:29 | Gothenburg Concert Hall       | Deutsche Grammophon     | [ m ] |
| 12  | Paavo Järvi          | Royal Stockholm Philharmonic Orchestra | Solveig Kringlebotn        | 1996   | 9:18 | Stockholm Concert Hall        | Virgin Classics / Erato | [ n ] |
| 13  | Sakari Oramo (1)     | City of Birmingham Symphony Orchestra  | Karita Mattila             | 2001   | 9:44 | Symphony Hall, Birmingham     | Warner Classics         | [ o ] |
| 14  | Sir Colin Davis      | Staatskapelle Dresden                  | Ute Selbig                 | 2003 L | 9:49 | Semperoper                    | Profil                  | [ p ] |
| 15  | Osmo Vänskä          | Lahti Symphony Orchestra (1)           | Helena Juntunen (1)        | 2005   | 8:50 | Sibelius Hall                 | BIS                     | [ q ] |
| 16  | Leif Segerstam       | Helsinki Philharmonic Orchestra (3)    | Soile Isokoski (2)         | 2005   | 8:49 | Finlandia Hall                | Ondine                  | [ r ] |
| 17  | Ulf Schirmer         | Munich Radio Orchestra                 | Camilla Nylund             | 2006   | 9:07 | Bayerischer Rundfunk Studio 1 | cpo                     | [ s ] |
| 18  | Sakari Oramo (2)     | Lahti Symphony Orchestra (2)           | Anu Komsi                  | 2011   | 9:09 | Sibelius Hall                 | BIS                     | [ t ] |
| 19  | Edward Gardner       | Bergen Philharmonic Orchestra          | Lise Davidsen              | 2018   | 8:50 | Grieg Hall                    | Chandos                 | [ u ] |

A més, el 2008, BIS va fer l'estrena mundial de l'enregistrament d'estudi de la transcripció de Sibelius de Luonnotar, amb la soprano finlandesa Helena Juntunen i el pianista finlandès Folke Gräsbeck. La taula següent conté detalls addicionals sobre aquesta gravació:
| No. | Soloist             | Pianist        | Rec. | Time | Recording venue     | Label | Ref.  |
| --- | ------------------- | -------------- | ---- | ---- | ------------------- | ----- | ----- |
| 1   | Helena Juntunen (2) | Folke Gräsbeck | 2008 | 8:48 | Kuusan Concert Hall | BIS   | [ v ] |